# Warzymice
Warzymice [vaʐɨˈmit͡sɛ] (Đức Reinkendorf) là một ngôi làng ở quận hành chính của Gmina Kołbaskowo, trong vòng County Police, Zachodniopomorskie, ở tây bắc Ba Lan, gần với Đức biên giới. Nó nằm khoảng 19 kilômét (12 mi) về phía tây nam của Cảnh sát và biên giới với thủ đô khu vực Szczecin (7 km (4 mi) cách xa trung tâm thành phố).
Trước năm 1945, khu vực này là một phần của Đức. Sau Thế chiến II, người dân bản địa Đức bị trục xuất và thay thế bằng người Ba Lan. Đối với lịch sử của khu vực, xem Lịch sử của Pomerania.